# Кен Форі
Кен Форі (англ. Ken Foree; 29 лютого 1948) — американський актор.

## Біографія
Кен Форі народився 29 лютого 1948 року в Індіанаполісі, штат Індіана. Навчався університеті Лойола в Чикаго і вивчав акторську майстерність в Michael Shulman's Performing Gallery в Нью-Йорку. Почав акторську кар'єру в позабродвейскому театрі і працював помічником менеджера в ресторані в Гринвіч-Віллидж. Знімався в таких фільмах, як «Світанок мерців» (1978), «З іншого виміру» (1986), «Техаська різанина бензопилою 3» (1990), «Дантист» (1996), «Світанок мерців» (2004), «Хелловін» (2007), «Води слонам» (2011).

## Фільмографія
| Рік       |    | Українська назва               | Оригінальна назва                                | Роль                                              |
| --------- | -- | ------------------------------ | ------------------------------------------------ | ------------------------------------------------- |
| 1976      | ф  |                                | The Bingo Long Traveling All-Stars & Motor Kings | Honey, Potter's Goon                              |
| 1978      | ф  | Світанок мерців                | Dawn of the Dead                                 | Пітер Вашингтон                                   |
| 1979      | ф  | Мандрівники                    | The Wanderers                                    | спортсмен                                         |
| 1979      | ф  |                                | The Bingo Long Traveling All-Stars & Motor Kings | бейсболіст                                        |
| 1980      | тф | Шепіт янголів                  | A Rumor of War                                   | військовий поліцейський                           |
| 1981      | ф  | Лицарі на колесах              | Knightriders                                     | Маленький Джон                                    |
| 1984      | с  | Команда А                      | The A-Team                                       | Діксон (Епізод: "Chopping Spree")                 |
| 1984      | с  | Санта-Барбара                  | Santa Barbara                                    | пілот гелікоптера (Епізод: "1.24")                |
| 1985      | с  | Лицар доріг                    | Knight Rider                                     | Людина-павук (Епізод: "Redemption of a Champion") |
| 1986      | ф  | З іншого виміру                | From Beyond                                      | Бубба Браунлі                                     |
| 1986      | ф  | Джо Джо Танцюрист, життя кличе | Jo Jo Dancer, Your Life Is Calling               | Великий Джейк                                     |
| 1987      | ф  |                                | Terror Squad                                     | Браун                                             |
| 1989      | ф  | Кровні узи                     | True Blood                                       | детектив Чарлі Гейтс                              |
| 1989      | ф  | Спа-салон смерті               | Death Spa                                        | Марвін                                            |
| 1990      | ф  | Техаська різанина бензопилою 3 | Leatherface: The Texas Chainsaw Massacre III     | Бенні                                             |
| 1990      | с  | Квантовий стрибок              | Quantum Leap                                     | Браш (Епізод: "Pool Hall Blues")                  |
| 1991      | с  | Флеш                           | The Flash                                        | Whisper (Епізод: "Beat the Clock")                |
| 1991      | ф  | Затяжний постріл               | Hangfire                                         | Біллі                                             |
| 1991      | ф  | Дипломатична недоторканність   | Diplomatic Immunity                              | Дель Рой Гейнс                                    |
| 1993      | ф  | Армія одинака                  | Joshua Tree                                      | Едді Тернер                                       |
| 1994      | с  | Ренегат                        | Renegade                                         | Клінт (Епізод: "Hostage")                         |
| 1995      | с  | Вавилон-5                      | Babylon 5                                        | P.F.C. Large (Епізод: "Gropos")                   |
| 1995      | с  | Цілком таємно                  | The X-Files                                      | Вінсент Пармелі (Епізод: "Список")                |
| 1996      | ф  | Дантист                        | The Dentist                                      | детектив Гіббс                                    |
| 1996—2000 | с  | Кенан і Кел                    | Kenan & Kel                                      | Роджер Рокмор (62 епізоди)                        |
| 2004      | ф  | Світанок мерців                | Dawn of the Dead                                 | телепроповідник                                   |
| 2004      | вг | Grand Theft Auto: San Andreas  | Grand Theft Auto: San Andreas                    | перехожий (озвучення)                             |
| 2005      | ф  | Вигнані дияволом               | The Devil's Rejects                              | Чарлі Алтамонт                                    |
| 2007      | ф  | Хелловін                       | Halloween                                        | Великий Джо Гріззлі                               |
| 2009      | ф  | Зона смерті                    | Zone of the Dead                                 | Мортімер Рейєс                                    |
| 2011      | ф  | Води слонам                    | Water for Elephants                              | Ерл                                               |
| 2012      | ф  | Повелителі Салема              | The Lords of Salem                               | Герман Джексон                                    |
| 2012      | ф  | Примарний світ Ель Супербісто  | The Haunted World of El Superbeasto              | Люк Сейнт Люк                                     |
| 2015      | ф  |                                | The Divine Tragedies                             | Гомер                                             |
| 2016      | ф  |                                | The Rift                                         | Джон Сміт                                         |
| 2017      | ф  |                                | The Midnight Man                                 | Гамільтон                                         |
| 2019      | ф  |                                | High School Confidential                         | офіцер Чалмерс                                    |
| 2020      | ф  |                                | John Henry                                       | Бі Джей Генрі                                     |